# Axioma
Un axioma tradicionalment és un argument que, o bé és totalment cert per si mateix, o bé com a mínim segons els coneixements actuals es pot donar per innegable.
La paraula prové del grec axíōma (ἀξίωμα) "allò que es creu digne o apte" o "allò que es recomana com a evident". Entre els filòsofs grecs antics, un axioma era una afirmació que es podia considerar autèntica sense necessitat de proves, perquè resulta auto-evident. Per exemple, un dels axiomes d'Euclides estableix que entre 2 punts sempre es pot traçar una línia recta.
Si l'axioma és una frase provinent d'un sil·logisme, aleshores tant les premisses com l'estructura interna del sil·logisme han de ser innegables com aquesta mateixa conclusió. I així successivament si s'encadenen més sil·logismes.
L'axioma es diferencia del dogma en la mirada o punt de vista. És a dir, en el sentit que, simplificant, el primer es basa en premisses lògiques i científiques, mentre que el segon es basa en una autoritat o uns arguments morals, freqüentment religiosos.
Al mètode científic es considera que una suposició prèvia a un raonament és una premissa i, si és tal en la qual es basa tota una ciència aleshores és un axioma. Així, alguns axiomes donats com a tals per la ciència moderna són, de fet, arguments molt sòlids però fora d'esquemes lògics estrictes, i per tant, no necessàriament innegables, com algunes proposicions de la física.

## Història
Els primers sistemes d'axiomes coneguts són els escrits per Euclides en els seus "Elements d'Euclides". També és interessant l'evolució dels axiomes que feu Aristòtil en la seva anàlisi del sil·logisme (amb el problema que les teories d'Aristòtil romangueren petrificades durant segles). Els estudis duts a terme especialment durant el segle xix pels matemàtics alemanys varen portar a noves conclusions de l'axiomàtica, les quals feren evolucions en el coneixement (com l'àlgebra moderna i la geometria no euclidiana).

### Primers desenvolupaments a Grècia
El mètode lògico-deductiu pel qual les conclusions (coneixement nou) s'obté a partir de premisses (coneixement vell) a través de l'aplicació d'arguments contundents (sil·logismes, regles d'inferència), va ser desenvolupat pels antics grecs, i s'ha convertit en el nucli principal de les matemàtiques modernes. Excloses les tautologies, res no es pot deduir si res no s'assumeix. Els axiomes i els postulats són les suposicions bàsiques subjacents a un cos donat de coneixement deductiu. S'accepten sense demostració. Totes les altres assercions (teoremes, si es tracta de matemàtiques) han de ser demostrades amb l'ajut d'aquestes suposicions bàsiques. Tanmateix, la interpretació de coneixement matemàtic ha canviat de temps antics als moderns, i en conseqüència els termes «axioma» i «postulat» tenen un significat lleugerament diferent per als matemàtics d'avui en dia, del que tenien per Aristòtil i a Euclides.
Els grecs antics consideraven la geometria només com una d'unes quants ciències, i tenien els teoremes de geometria al mateix nivell dels altres fets científics. Com a tal, van desenvolupar i emprar el mètode lògico-deductiu com a mitjà d'evitar errors, i per estructurar i comunicar el coneixement. L'obra d'Aristòtil Analítica posteriora és una exposició definitiva del punt de vista clàssic.

Un "axioma", en terminologia clàssica, es refereix a una suposició evident comú a moltes branques de ciència. Un bon exemple seria l'afirmació de què 
Quan es detrau una quantitat igual d'iguals, en resulten iguals.
En la fonamentació de diverses ciències hi ha certes hipòtesis addicionals que s'acceptaven sense prova. Tals hipòtesis es qualificaven de postulats. Mentre que els axiomes eren comuns a moltes ciències, els postulats de cada ciència particular eren diferents. La seva validesa s'havia d'establir per mitjà de l'experiència al món real. En efecte, Aristòtil adverteix que el contingut d'una ciència no es pot comunicar adequadament, si l'aprenent dubta sobre la veritat dels postulats.
L'enfocament clàssic queda ben il·lustrat pels Elements d'Euclides, on es dona una llista de postulats (fets geomètrics de sentit comú obtinguts de la nostra experiència), seguit d'una llista de "nocions comunes" (afirmacions molt bàsiques i evidents).

#### Postulats
1. És possible dibuixar una recta des de qualsevol punt a qualsevol altre punt.
2. És possible allargar contínuament qualsevol segment rectilini.
3. És possible descriure una circumferència amb qualsevol centre i qualsevol radi.
4. És cert que tots els angles rectes són iguals els uns als altres.
5. ("Postulat de les paral·leles") és cert que, si una recta talla dues rectes formant en un costat angles interiors menors de dos rectes, les dues rectes, si es perllonguen indefinidament, es tallen en aquest costat.

#### Nocions comunes
1. Les coses que són iguals a la mateixa cosa són també iguals l'una a l'altra.
2. Si s'afegeixen iguals a iguals, els totals són iguals.
3. Si iguals se sostrauen d'iguals, els residus són iguals.
4. Les coses que coincideixen l'una amb l'altra són iguals l'una a l'altra.
5. El tot és més gran que la part.

### Desenvolupament modern
Una lliçó apresa pels matemàtics durant els 150 darrers anys és que és útil despullar de significat les assercions matemàtiques (axiomes, postulats, proposicions, teoremes) i definicions. Aquesta abstracció, es podria fins i tot dir formalització, fa el coneixement matemàtic més generals, capaç de múltiples significats, i per això útil en contexts múltiples.
Els matemàtics estructuralistes van més enllà, i desenvolupen teories i axiomes (p. ex. teoria de cossos, teoria de grups, topologia, espais vectorials) sense cap aplicació particular al cap. La distinció entre un "axioma" i un "postulat" desapareix. Els postulats d'Euclides estan motivats perquè condueixen a una gran quantitat de fets geomètrics. La veritat d'aquests fets complicats es recolza sobre l'acceptació de les hipòtesis bàsiques. Tanmateix, rebutjant el cinquè postulat d'Euclides s'obtenen teories que tenen significat en contexts més amplis, la geometria hiperbòlica per exemple. Només cal estar preparats per fer servir etiquetes com "línia" i "paral·lel" amb una flexibilitat més gran. El desenvolupament de la geometria hiperbòlica va ensenyar als matemàtics que els postulats s'haurien de considerar com declaracions purament formals, i no com fets basats en l'experiència.
Quan els matemàtics empren els axiomes d'un cos, les intencions són fins i tot més abstractes. Les proposicions de teoria de cossos no afecten una aplicació particular qualsevol; el matemàtic ara introdueix l'abstracció completa. Hi ha molts exemples de cossos; la teoria de cossos dona un coneixement correcte sobre tots ells.
No és correcte dir que els axiomes de teoria de cossos són "proposicions que es veuen com veritables sense prova." Més aviat, els axiomes de cos són un conjunt de restriccions. Si qualsevol sistema donat amb addició i multiplicació, satisfà aquestes restriccions, llavors s'està en una posició de saber instantàniament gran quantitat d'informació extra sobre aquest sistema.
Les matemàtiques modernes formalitzen els seus fonaments de tal manera que les teories matemàtiques es poden considerar com objectes matemàtics, i la lògica mateixa es pot considerar com una branca de les matemàtiques. Frege, Russell, Poincaré, Hilbert, i Gödel són alguns dels protagonistes clau en aquest desenvolupament.
En la visió moderna, un conjunt d'axiomes és qualsevol conjunt d'assercions formalment establertes a partir de les quals s'obtenen unes altres assercions formalment descrites per l'aplicació de certes regles ben definides. En aquesta visió, la lògica es converteix només en un altre sistema formal. Un conjunt d'axiomes haurien de ser coherents; hauria de ser impossible obtenir una contradicció dels axiomes. Un conjunt d'axiomes també haurien de ser no redundants; una asserció que es pot deduir d'uns altres axiomes no cal considerar-la un axioma.
L'esperança inicial dels lògics moderns era que les diverses branques de les matemàtiques, potser totes les matemàtiques, es podrien obtenir d'una conjunt coherent d'axiomes bàsics. Un primer èxit del programa de formalistes va ser la formalització de Hilbert de la geometria euclidiana, i la demostració de la consistència dels seus axiomes.
En un context més ampli, hi va haver un intent de basar tota la matemàtica en la teoria de conjunts de Cantor. Aquí l'aparició de la paradoxa de Russell, i antinòmies similars de la teoria de conjunt ingènua va portar a la possibilitat que qualsevol sistema d'aquest tipus podria resultar ser inconsistent.
El projecte de formalista va patir un contratemps decisiu, quan el 1931 Gödel va demostrar que és possible, per qualsevol conjunt prou gran d'axiomes (Els axiomes de Peano, per exemple) construir una declaració de la veritat de la qual és independent d'aquell conjunt d'axiomes. Com a corol·lari, Gödel demostrava que la consistència d'una teoria com l'aritmètica Peano és una asserció indemostrable dins de l'abast de la mateixa teoria.
És raonable creure en la consistència de l'aritmètica de Peano perquè aquests axiomes els satisfan el sistema de nombres naturals, un sistema formal infinit però intuïtivament accessible. Tanmateix, actualment, no hi ha cap manera coneguda de demostrar la consistència dels moderns axiomes de Zermelo-Fraenkel per a la teoria de conjunt. L'axioma d'elecció, una hipòtesi clau d'aquesta teoria, roman una suposició molt controvertida. A més, fent servir tècniques de forçar-los (Cohen) es pot demostrar que la hipòtesi del continu (Cantor) és independent dels axiomes de Zermelo-Fraenkel. Així, ni tan sols aquest conjunt força general d'axiomes no es poden considerar com la fonamentació definitiva de les matemàtiques.

## Axiomàtica
La ciència que estudia les condicions dels axiomes és l'axiomàtica. L'estudi dels axiomes és especialment útil en les matemàtiques, si bé també és aplicable en altres ciències (física, economia, estadística, etc.).
Un cop establert el concepte d'axioma com afirmació que serveixen de punt de partida per a demostrar la resta d'afirmacions del sistema, apareixen una sèrie de qüestions referents al mateix sistema d'axiomes. Aquestes qüestions inclouen per exemple:
- La determinació de si algun axioma es pot demostrar a partir dels altres, per tant si és redundant i es pot excloure del sistema.
- La determinació de si els axiomes són consistents, és a dir si està garantit que a partir d'ells no es podrà demostrar una cosa i la contrària al mateix temps.
- Si dos conjunts diferents d'axiomes són equivalents, és a dir si permeten demostrar exactament el mateix. I en aquest cas l'estudi de quin d'aquests conjunts pot ser més adequat per a determinats propòsits.
- Si un determinat conjunt d'axiomes és complet, és a dir si totes les afirmacions que es poden formular sobre el tema o bé es poden demostrar o bé es pot demostrar la seva negació.

## Lògica matemàtica
En matemàtiques un axioma és una afirmació que serveix de punt de partida per demostrar les altres. Es poden distingir dos sentits relacionats però diferents d'axioma: Els axiomes lògics i els axiomes no lògics. Els axiomes lògics o tautologies són afirmacions que són certes independentment de quins siguin els objectes a què fa referència, per exemple: si A i B llavors A, és veritat independentment que què siguin A i B. Els axiomes no lògics defineixen propietats per una teoria matemàtica específica, per exemple a * b = b * a és un axioma en teoria de grups abelians.
Els axiomes d'Euclides tenen un sentit diferent del concepte matemàtic actual d'axioma. La geometria d'Euclides és una matemàtica aplicada a la mesura de l'espai físic. En aquest context els axiomes són el lligam entre la matemàtica i la física. L'afirmació de què els axiomes siguin evidents vol dir que descansen en l'experiència que tothom té de l'espai físic. El fet que Euclides separi aquests axiomes procedents de l'experiència al món físic de la resta del desenvolupament, permet un procés de raonament rigorós, en forçar que totes les altres afirmacions s'hagin d'obtenir a partir d'aquestes sense admetre res més procedent de l'experiència.
En el camp de lògica matemàtica, es fa una distinció clara entre dues nocions d'axiomes: 'axiomes lògics' i 'axiomes no lògics' (una mica similar a la distinció antiga entre "axiomes" i "postulats" respectivament)

### Axiomes lògics
Aquests són certes fórmules en un llenguatge formal que són universalment vàlides, és a dir, fórmules que es satisfan per totes les assignacions de valors. Normalment es considera com axiomes lògics pel cap baix algun conjunt mínim de tautologies que és suficient per demostrar totes les tautologies en el llenguatge; en termes de lògica de predicats calen més axiomes lògics que aquests, per demostrar veritats lògiques que no són tautologies en el sentit estricte.

#### Exemples

##### Lògica proposicional
En lògica proposicional és habitual considerar com axiomes lògics totes les fórmules de les formes següents, on {\displaystyle \phi }, {\displaystyle \chi }, i {\displaystyle \psi } poden ser algunes fórmules del llenguatge i on les connectives primitives que inclou són només "{\displaystyle \neg }" per negació de la proposició immediatament posterior i "{\displaystyle \to \,}" per implicació des de l'antecedent fins a les proposicions conseqüents:
1. {\displaystyle \phi \to (\psi \to \phi )}
2. {\displaystyle (\phi \to (\psi \to \chi ))\to ((\phi \to \psi )\to (\phi \to \chi ))}
3. {\displaystyle (\lnot \phi \to \lnot \psi )\to (\psi \to \phi ).}

Cada un d'aquests patrons és un esquema d'axioma, una regla per generar un nombre infinit d'axiomes. Per exemple, si A, B, i C són variables proposicionals, llavors {\displaystyle A\to (B\to A)} i {\displaystyle (A\to \lnot B)\to (C\to (A\to \lnot B))} són tots dos exemples de l'esquema d'axioma 1 i, per tant, són axiomes. Es pot demostrar que amb només aquests tres esquemes d'axioma i el modus ponens, es poden demostrar totes les tautologies del càlcul proposicional. També es pot demostrar que cap parell d'aquests esquemes no és suficient per demostrar totes les tautologies amb modus ponens.
De forma alternativa es poden construir altres esquemes d'axiomes que involucren els mateixos conjunts o diferents conjunts de connectives primitives.
Aquests esquemes d'axioma també s'utilitzen en el càlcul de predicats, però es necessiten axiomes lògics addicionals per incloure un quantificador en el càlcul.

##### Lògica matemàtica
'Axioma d'igualtat.' Sia {\displaystyle {\mathfrak {L}}\,} un llenguatge de primer ordre. Per a tota variable {\displaystyle x\,}, la fórmula
{\displaystyle x=x\,}
és universalment vàlida.
Això vol dir que, per a qualsevol símbol variable x, la fórmula {\displaystyle x=x\,} pot ser considerada com a axioma. També, en aquest exemple, perquè això no caigui en una vaguetat i una sèrie infinita d'"idees primitives", o bé cal una idea precisa de què significa {\displaystyle x=x\,}, o cal forçar un ús purament formal i sintàctic del símbol {\displaystyle =\,}, que només fa referència a una cadena i només una cadena se símbols, i la lògica matemàtica efectivament és això el que fa.
Un altre exemple d'esquema d'axiomes més interessant, és el que subministra el que es coneix com a 'Instanciació Universal':
'Esquema d'axiomes per la Instanciació Universal.' Donada una fórmula {\displaystyle \phi \,} en llenguatge de primer ordre {\displaystyle {\mathfrak {L}}\,}, una variable {\displaystyle x\,} i un terme {\displaystyle t\,\!} que és substituïble per {\displaystyle x\,} en {\displaystyle \phi \,}, la fórmula
{\displaystyle \forall x\phi \to \phi _{t}^{x}}
és universalment vàlida.
...on el símbol {\displaystyle \phi _{t}^{x}} representa la fórmula {\displaystyle \phi \,} amb el terme {\displaystyle t\,\!} substituït per {\displaystyle x}. En termes informals, aquest exemple permet manifestar que, si se sap que una certa propietat {\displaystyle P\,} es compleix per cada {\displaystyle x\,} i que {\displaystyle t\,\!} representa un objecte particular en l'estructura, llavors s'hauria de poder afirmar {\displaystyle P(t)}. De nou, s'està reivindicant que la fórmula {\displaystyle \forall x\phi \to \phi _{t}^{x}} és vàlida, és a dir, s'ha de poder donar una "prova" d'aquest fet, o més pròpiament parlant, una metàfora. De fet, aquests exemples són metateoremes de la teoria de lògica matemàtica ja que s'està tractant amb el mateix concepte de prova. A banda d'això, també es pot tenir la Generalització Existencial:
'Esquema d'axioma per la Generalització Existencial.' Donada una fórmula {\displaystyle \phi \,} en un llenguatge de primer ordre {\displaystyle {\mathfrak {L}}\,}, una variable {\displaystyle x\,} i un terme {\displaystyle t\,\!} que és substituïble per {\displaystyle x\,} en {\displaystyle \phi \,}, la fórmula
{\displaystyle \phi _{t}^{x}\to \exists x\phi }
és universalment vàlida.

### Axiomes no lògics
Els 'axiomes no lògics' són fórmules que juguen el paper de suposicions específiques de la teoria. Raonar sobre dues estructures diferents, per exemple els nombres naturals i els enters, pot implicar els mateixos axiomes lògics; els axiomes no lògics aspiren captar el que és especial sobre una estructura particular (o conjunt d'estructures, com per exemple els grups). Així els axiomes no lògics, a diferència d'axiomes lògics, no són tautologies. Un altre nom per a un axioma no lògic és postulat.
Gairebé cada teoria matemàtica moderna comença a partir d'un conjunt donat d'axiomes no lògics, i es pensava que en principi totes les teories podrien ser axiomatitzades d'aquesta manera i ser formalitzades fins a deixar-les en el llenguatge nu de fórmules lògiques. Això ha resultat ser impossible (vegeu més avall); tanmateix últimament aquesta aproximació s'ha ressuscitat en forma de neologicisme.
Sovint, en parlar dels axiomes no lògics, s'anomenen simplement axiomes en el discurs matemàtic. Això no significa que s'afirmi que són veritables en algun sentit absolut. Per exemple, en alguns grups, l'operació de grup és commutativa, i això es pot afirmar amb la introducció d'un axioma addicional, però sense aquest axioma es pot desenvolupar força bé (la més general) teoria de grups, i fins i tot es pot agafar la seva negació com a axioma per a l'estudi dels grups no commutatius.
Així, un axioma és una base elemental per un sistema lògic formal que juntament amb les regles d'inferència defineix un sistema deductiu.

#### Exemples
En aquesta secció es donen exemples de teories matemàtiques que es desenvolupen totalment a partir d'un conjunt d'axiomes no lògics (d'ara endavant, axiomes). Un tractament rigorós de qualsevol d'aquests temes comença amb una especificació d'aquests axiomes.
Teories bàsiques, com l'aritmètica, l'anàlisi real i l'anàlisi complexa sovint són introduïdes de forma no axiomàtica, però implícitament o explícitament, generalment hi ha la suposició que els axiomes que es fan servir són els axiomes de teoria de conjunts de Zermelo-Fraenkel amb l'axioma d'elecció, abreujada ZFC, o algun sistema molt similar de teoria axiomàtica de conjunts, molt sovint la teoria de conjunts de Von Neumann-Bernays-Gödel, abreujada NBG. Això és una ampliació conservadora de la ZFC, amb teoremes idèntics respecte a conjunts i, per tant, relacionada de molt a prop. A vegades es fan servir teories una mica més dures com la teoria de conjunts de Morse-Kelley o la teoria de conjunts amb un cardinal inaccessible que permet l'ús d'un univers de Grothendieck, però de fet la majoria dels matemàtics poden demostrar tot el que necessiten en sistemes més febles que la ZFC, com per exemple l'aritmètica de segon ordre.
L'estudi de topologia en matemàtiques s'estén per tot arreu a través de la topologia de conjunts de punts, la topologia algebraica, la topologia diferencial, i tota la faramalla relacionada, com ara la teoria d'homologia, o la teoria d'homotopia. El desenvolupament de l'àlgebra abstracta porta a la teoria de grups, anells i cossos.
Aquesta llista es podria expandir per incloure molts camps de les matemàtiques, entre ells la teoria axiomàtica de conjunts, la teoria de la mesura, la teoria ergòdica, la probabilitat, la teoria de la representació, i la geometria diferencial.

##### Aritmètica
Els axiomes de Peano són l'axiomatització de l'aritmètica de primer ordre que es fa servir més àmpliament. Són un conjunt d'axiomes prou durs per demostrar molts fets importants sobre la teoria dels nombres i van permetre a Gödel establir el seu famós segon teorema d'incompletesa de Gödel.
Es té un llenguatge {\displaystyle {\mathfrak {L}}_{NT}=\{0,S\}\,} on {\displaystyle 0\,} és un símbol constant i {\displaystyle S\,} és una funció unària i els axiomes següents:
1. {\displaystyle \forall x.\lnot (Sx=0)}
2. {\displaystyle \forall x.\forall y.(Sx=Sy\to x=y)}
3. {\displaystyle ((\phi (0)\land \forall x.\,(\phi (x)\to \phi (Sx)))\to \forall x.\phi (x)} per qualsevol {\displaystyle {\mathfrak {L}}_{NT}\,} fórmula {\displaystyle \phi \ } amb una variable lliure.

L'estructura estàndard és {\displaystyle {\mathfrak {N}}=\langle \mathbb {N} ,0,S\rangle \,} on {\displaystyle \mathbb {N} \,} són el conjunt dels nombres naturals, {\displaystyle S\,} és la funció successor i {\displaystyle 0\,} s'interpreta de manera natural com el nombre 0.

##### Geometria euclidiana
Probablement la més antiga, i més famosa, llista d'axiomes són els 4 + 1 postulats d'Euclides de geometria plana. Es parla dels axiomes com "4 + 1" perquè durant gairebé dos mil·lennis el cinquè (el postulat de les paral·leles) ("a través d'un punt exterior a una recta hi passa exactament una paral·lela") se sospitava que es podia deduir a partir dels primers quatre. Finalment, es va trobar que el cinquè postulat era independent dels primers quatre. En efecte, es pot suposar que no hi ha cap paral·lel que passi a través d'un punt exterior a una recta, que n'hi ha exactament una, o que n'hi ha una quantitat infinita. Aquestes eleccions donen formes alternatives de geometria en les quals els angles interiors d'un triangle sumen menys que, exactament, o més que 180 ° respectivament i es coneixen com a geometries el·líptiques, euclidianes, i hiperbòliques.

##### Anàlisi real
El seu objecte d'estudi són els nombres reals. Els nombres reals queden determinats de forma única (fins a l'isomorfisme) per les propietats d'un cos de Dedekind completament ordenat, això vol dir que qualsevol conjunt no buit de nombres reals amb una fita superior té un suprem (existeix un nombre que és la més petita de totes les fites superiors). Tanmateix, expressar aquestes propietats com axiomes exigeix ús de lògica de segon ordre. Els teoremes de Löwenheim-Skolem diuen que si el discurs es restringeix a la lògica de primer ordre, qualsevol sistema d'axiomes per als reals admet altres models, entre els quals hi ha tant models que són més petits que els reals com a models que són més grans. Alguns d'aquests últims s'estudien en l'anàlisi no estàndard.

## Sistemes deductius i completesa
Un sistema deductiu consisteix, en un conjunt {\displaystyle \Lambda \,} d'axiomes lògics, un conjunt {\displaystyle \Sigma \,} d'axiomes no lògics, i un conjunt {\displaystyle \{(\Gamma ,\phi )\}\,} de regles d'inferència. Una propietat desitjable d'un sistema deductiu és que sigui complet. Es diu que un sistema és complet si, per a totes les fórmules {\displaystyle \phi },
si {\displaystyle \Sigma \models \phi } llavors {\displaystyle \Sigma \vdash \phi }
és a dir, per a qualsevol afirmació que és una conseqüència lògica de {\displaystyle \Sigma \,} existeix una deducció de l'afirmació de {\displaystyle \Sigma \,}. Això s'expressa a vegades com "tot allò que és veritable és demostrable", però s'ha d'entendre que "veritable" aquí vol dir "fet veritable pel conjunt d'axiomes", i no per exemple "veritable en la interpretació desitjada". El teorema de completesa de Gödel estableix la completesa d'un cert tipus de sistema deductiu comunament utilitzat.
Fixeu-vos que "completesa" té un significat diferent aquí que el que té en el context del primer teorema d'incompletesa de Gödel, que estableix que cap conjunt recursiu, consistent d'axiomes no lògics {\displaystyle \Sigma \,} de la Teoria Aritmètica és complet, en el sentit que sempre existirà una afirmació aritmètica {\displaystyle \phi \,} tal que ni {\displaystyle \phi \,} ni {\displaystyle \lnot \phi \,} poden ser demostrades a partir del conjunt donat d'axiomes.
Per tant, hi ha, per una banda, la idea de completesa d'un sistema deductiu i d'altra banda la de completesa d'un conjunt d'axiomes no lògics. El teorema de completesa i el teorema d'incompletesa, malgrat els seus noms, no es contradiuen l'un a l'altre.

## Consistència, independència i models
Es diu que un sistema axiomàtic és consistent si els axiomes no són contradictoris entre si, és a dir si no es pot deduir del sistema d'axiomes una afirmació i també deduir la seva negació.
En un sistema d'axiomes es diu que un axioma és independent si no és un teorema que es pugui demostrar a partir dels altres axiomes del sistema. Es diu que un sistema d'axiomes és independent si cada un dels seus axiomes és independent.
Un model per a un sistema axiomàtic és un conjunt ben definit, que assigna significat als termes indefinits que apareixen al sistema d'axiomes, d'una manera que és correcta amb les relacions definides en el sistema. L'existència d'un model concret comprova la consistència d'un sistema d'axiomes. (Més que una demostració en el sentit d'arribar a la conclusió seguint les regles del mateix sistema, és una comprovació, en el sentit que si el sistema fos inconsistent no hi podria haver cap model que complís els axiomes, per tant el fet de presentar un model permet comprovar que els axiomes són consistents).
Els models també es poden fer servir per mostrar la independència d'un axioma en el sistema. Construint un model vàlid per a un subsistema sense un axioma específic, mostra que l'axioma omès és independent si no és isomorf a cap model del sistema complet d'axiomes.
Es diu que dos models són isomorfs si es pot trobar una correspondència exacta entre els seus elements (és a dir es pot fer correspondre a cada element d'un model un i només un element de l'altre), d'una forma que conserva les seves relacions (és a dir si dos elements compleixen una relació en un model els elements que hi estan relacionats també compleixen la relació en l'altre model). Un sistema axiomàtic per al qual tots els models són isomorfs entre ells s'anomena categòric, i la propietat de categoricitat assegura la completesa d'un sistema.
Es diu que un model és concret si els significats assignats són objectes i relacions del món real, en oposició a un model abstracte que es basa en altres sistemes axiomàtics.
Abans els matemàtics es referien a la geometria axiomàtica com un model de l'espai físic, i òbviament consideraven que només hi n'hi podia haver un de model. La idea que hi poguessin haver sistemes matemàtics alternatius creava moltes dificultats als matemàtics del segle xix i els que desenvolupaven sistemes com ara l'àlgebra de Boole feien grans esforços per deduir-la a partir de l'aritmètica tradicional. Galois va demostrar que aquests esforços eren en gran part en va. Finalment, es va veure que els paral·lelismes abstractes entre els sistemes algebraics eren més importants que els detalls i va néixer l'àlgebra abstracta. Des del punt de vista modern s'agafen com axiomes qualsevol conjunt de fórmules a voluntat, en la mesura en què no se sàpiga que siguin inconsistents.